# Infusion
En infusion, populært kaldet et drop, er en almindeligt anvendt metode til at indgive medicin eller væsker til behandling af en patients sygdom under indlæggelse på et hospital.
Systemet består typisk af en pose af plastik (selv om visse medikamenter stadig leveres i en glasflaske), til hvilken der kobles en tynd plastikslange, der igen bliver koblet til patientens venflon (kaldes ofte også for et "drop"). Mellem infusionsbeholderen og dropslangen findes et dråbekammer, der forhindrer at der dannes luftbobler i væsken under infusonen. Infusionsbeholderen hænges typisk 1-1½ meter over patientens leje, så væsken udnytter tyngdekraften til at løbe ind i patientens årer. Ved behov for hurtigere infusioner kan der lægges en trykmanchet omkring plastbeholderen, for at give mulighed for at øge trykket i denne.
Ved hjælp af et drop kan man blandt andet administrere (infundere):
- Isotonisk NaCl (saltvand)
  - Ringers væske
- Hyperton NaCl
- Isoton Glukose (5%)
- Hyperton Glukose (10%)
- Kaliumopløsning
- NaHCO3
- HCl
- Mannitol
- Etanol
- Bufrede opløsninger (Ringerlaktat)
- Ernæring (TPN: Total Parenteral Nutrition)
- Aminosyreopløsning
- Fedtemulsion
- Blodplasma (FFP: Frisk Frosset Plasma)
- Erytrocytkoncentrat (SAG-M Blod)
- Blodplader (Thrombocytter)
- Fuldblod
- Kontinuerlig medicin (ofte med pumper f.eks: mg/kg/time)